# Kurt Hielscher
Kurt Hielscher (Kurt Hilšer) (* 7. Januar 1881 in Striegau, Schlesien; † 10. Juli 1948 in Lichtenstein, Sachsen) war ein deutscher Fotograf und Lehrer.
Er bereiste in den 1910er, 1920er und 1930er Jahren große Teile Europas und war der Autor vieler erfolgreicher Bücher mit Landschafts- und Architekturfotos.

## Leben

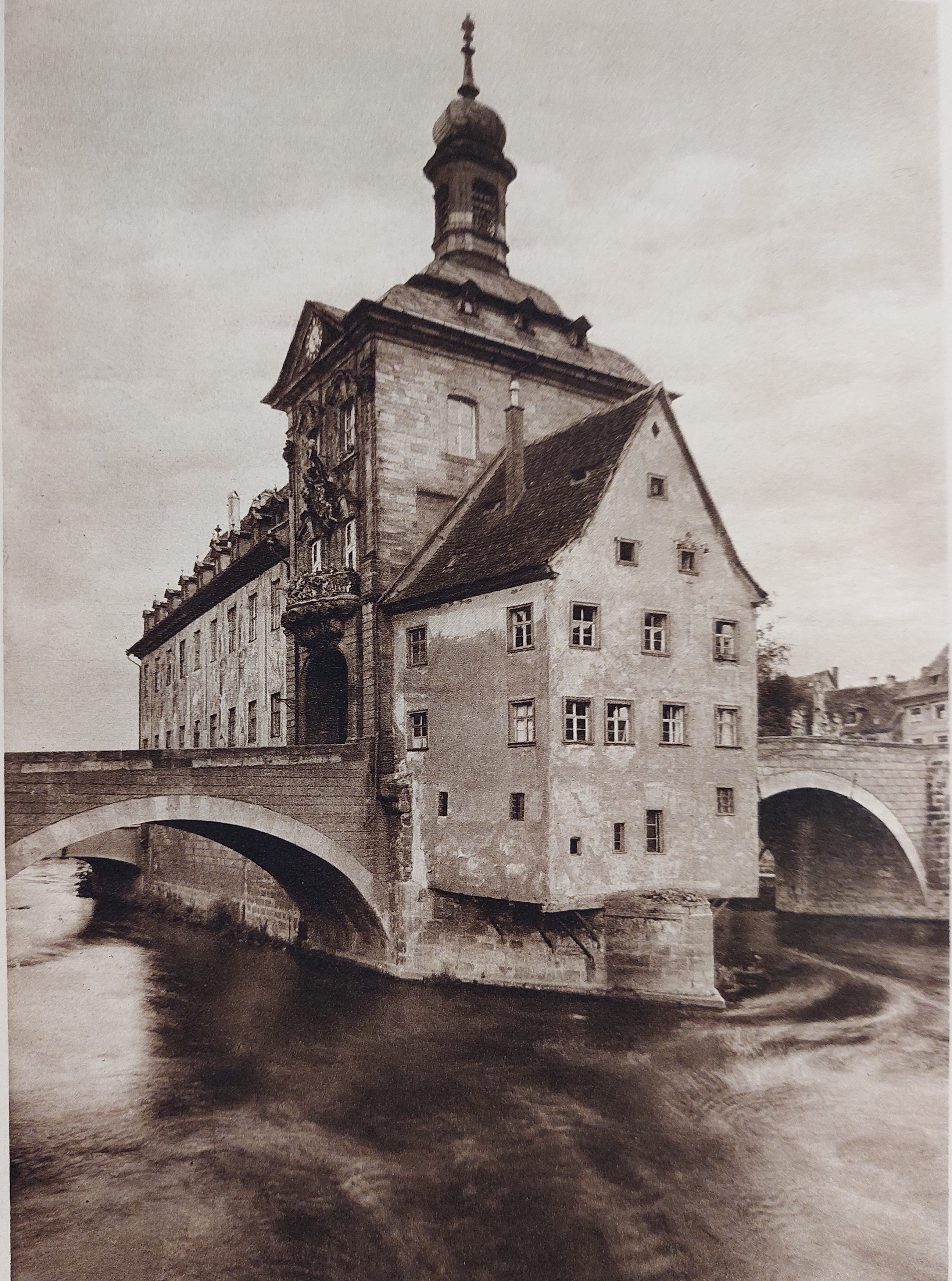
Rathaus Bamberg, 1924

Kurt Hielscher wurde als Sohn eines Försters geboren und kam früh in ein Waisenhaus in Bunzlau. Er wurde Lehrer und war Studienrat in Westpreußen. Dies gab ihm jedes Jahr die Möglichkeit, seine Wanderleidenschaft auszuleben. Seine erste größere Auslandsreise führte ihn im Sommer 1914 nach Spanien. Als während seines Aufenthalts dort der Erste Weltkrieg ausbrach, konnte er das Land nicht mehr verlassen. Er arbeitete in Spanien als Hauslehrer und nutzte die Zeit, um das Land zu durchwandern und mit seiner Kamera zu dokumentieren. Die Ausstellungen und Vorträge zu seinen Lichtbildern brachten ihm dort Aufmerksamkeit und Bekanntheit.
Zurück in Deutschland setzte er seine Spanien-Vorträge und Ausstellungen fort und brachte 1921 seine Fotos unter dem Titel „Das unbekannte Spanien“ als Buch in Deutschland und Spanien heraus. Bereits 1922 erschien das Werk auch in einer französischen, italienischen und englischsprachigen Ausgabe. Letztere verwendete der Architekt Frank Meline in den späten 1920er Jahren für die Landschaftsgestaltung neu erschlossener Gebiete der sog. kalifornischen Riviera in Pacific Palisades, westlich von Los Angeles, wo in den 1930er und 40er Jahren zahlreiche deutsche Emigranten lebten.
Durch den Erfolg seines Werkes motiviert, wollte Hielscher ein ähnliches Buch über Deutschland machen. Dazu zog er 1922 und 1923 mit seiner Kamera durch sein Vaterland. Der so entstandene Fotoband erschien 1924 und enthielt über 300 Schwarz-Weiß-Fotos zwischen Helgoland und Berchtesgaden und wurde in 9 Auflagen bis 1941 175.000 Mal verkauft. In den Werken, die zwischen 1933 und 1945 erschienen werden im Vorwort begeisterte Worte über den „Führer“ und das Großdeutsche Reich laut.
Hielschers Bekanntheit wuchs schnell und es folgten öffentliche Aufträge für ähnliche Foto-Dokumentationen in weiteren Ländern. Er veröffentlichte Bildbände über die Skandinavischen Länder, Italien, den Balkan, Österreich und Rumänien. Vom Lehrerberuf hatte er sich bald verabschiedet und widmete sich fortan ganz der Fotografie. Alle seine Werke erschienen im Kupfer-Tiefdruck-Verfahren und wurden zu bedeutenden Beispielen einer von ihm geschaffenen neuen Buchform: dem Reise-Bildband. Vorausschauend hatte er einmal geschrieben: „Ich versuche, das Urgesicht eines Landes und seines Volkes in meinen Büchern zu zeigen. Als Zeugen einer versinkenden Welt werden meine Bilder noch sprechen, wenn ich selbst längst verstummt bin.“
Hielscher ließ sich als bekannter Redner und Schriftsteller noch am 18. Januar 1945 im Kameradschaftsheim des KZ Auschwitz mit einem Vortrag über das Thema:
„Deutsche Kultur in Siebenbürgen“ mit eigenen Lichtbildern ankündigen.
In den Wirren des Zweiten Weltkrieges gingen seine Negative und Druckplatten und auch eine große Anzahl gedruckter Bücher verloren. Nach dem Krieg lebte er im sowjetischen Sektor und bekam zunächst keine Ausreisegenehmigung in den Westen. So waren seine Vortragsreisen auf den Raum der entstehenden DDR begrenzt. Er starb 1948 im Alter von 67 Jahren.

## Rezeption
Kurt Hielscher wurde von den höchsten Würdenträgern der Länder geehrt, zum Beispiel vom spanischen und rumänischen König, vom Reichspräsidenten Hindenburg und von Mussolini. Die Geleitworte zu seinen Büchern schrieben Gerhart Hauptmann, Hans Thoma, Selma Lagerlöf, Karin Michaëlis und Octavian Goga.
Trotz seiner hohen Buchauflagen von insgesamt ca. 490.000 geriet Hielscher nach dem Zweiten Weltkrieg weitgehend in Vergessenheit.

## Werke

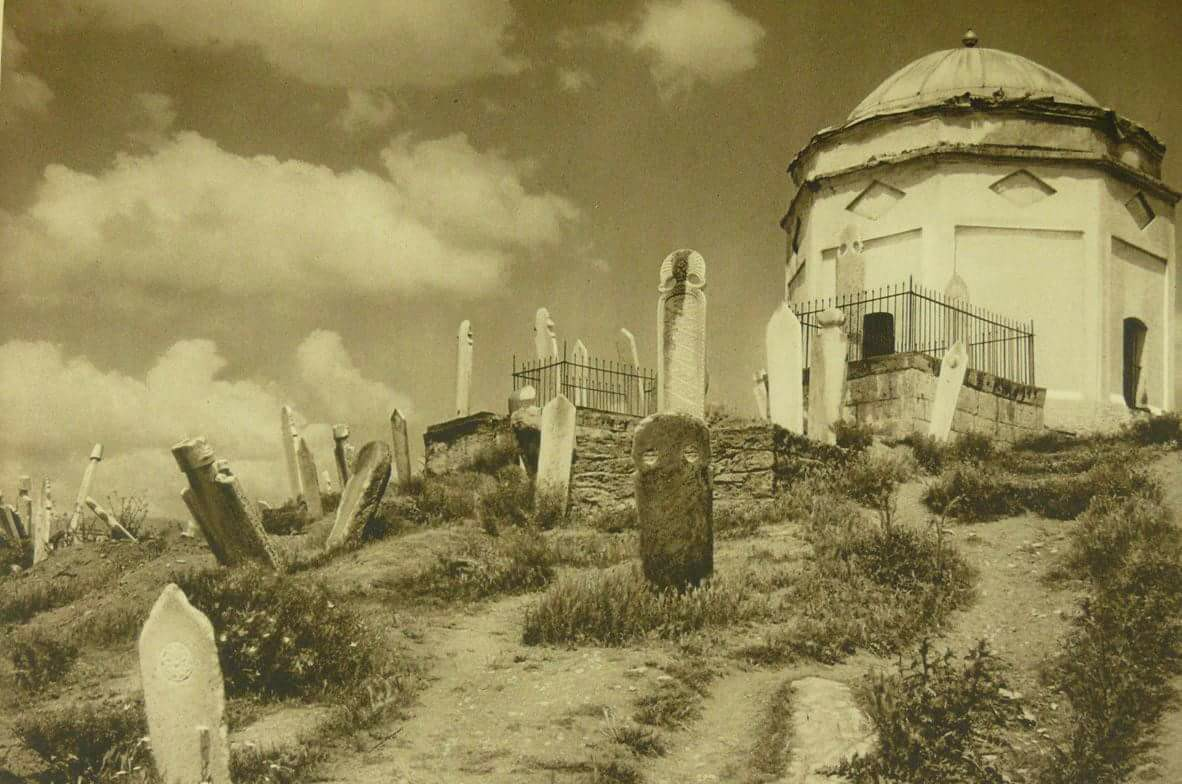
Turbe in Gazi Baba, Skopje, Mazedonien (1926)

Bekannte Werke von ihm sind „Das unbekannte Spanien“, „Deutschland“, „Dänemark, Schweden, Norwegen“, „Rumänien“.
- Das unbekannte Spanien. Baukunst, Landschaft, Volksleben. Ernst Wasmuth, Berlin 1922.
- La España incógnita. E. Canosa, Barcelona s. a.
- Picturesque Spain architecture. Landscape, life of the people. Brentano’s, Publishers, New York 1922.
- Deutschland. Baukunst und Landschaft. Verlag Ernst Wasmuth, Berlin 1924.
- Skandinavien, Dänemark, Schweden, Norwegen, Finnland: Baukunst, Landschaft und Volksleben. E. Wasmuth, Berlin 1924.
- Die Ewige Stadt: Erinnerungen an Rom. E. Wasmuth, Berlin 1925.
- Picturesque Spain architecture. Landscape, life of the people. Brentano’s Publishers, New York 1925.
- La España incógnita. Espasa Calpe, Madrid, s. a.
- Italien. Baukunst und Landschaft. Ernst Wasmuth, Berlin 1925.
- Das unbekannte Spanien. Baukunst, Landschaft, Volksleben. Ernst Wasmuth, Berlin 1925.
- Jugoslavien. Slovenien, Kroatien, Dalmatien, Montenegro, Herzegowina, Bosnien, Serbien. Landschaft, Baukunst, Volksleben. E. Wasmuth, Berlin 1926.
- Österreich Landschaft und Baukunst. Ernst Wasmuth, Berlin 1928.
- Das unbekannte Spanien. Baukunst, Landschaft, Volksleben. Atlantis, Berlin, Zürich 1930.
- Dänemark, Schweden, Norwegen; Landschaft, Baukunst, Volksleben. F.A. Brockhaus, Leipzig 1931.
- Rumänien. Landschaft, Bauten, Volksleben. F.A. Brockhaus, Leipzig 1933.
- Roumanie. Son paysage, ses monuments, son peuple. F.A. Brockhaus, Leipzig 1933.
- Siebenbürgen: Banat, Sathmar, Marmorosch: Landschaft, Bauten, Volksleben. F.A. Brockhaus, Leipzig 1936.
- Burgen im Bozener Land. Bruckmann, München 1938.
- Unbekanntes Italien. F.A. Brockhaus, Leipzig 1939.
- Das unbekannte Spanien. Baukunst, Landschaft Volksleben. F.A. Brockhaus, Leipzig 1942.
- España inédita en fotografías. Costumbre, arte y tradiciones. Agualarga, Madrid 2000.
- Recuerdos de España. Agualarga, Madrid 2004.
- zusammen mit Wolfgang Henkel und Peter Schubert: Deutschland – Ein Jahrhundert: Germany a Century. K4Verlag, Dresden 2019.